# Acroceratitis nigrifacies
Acroceratitis nigrifacies är en tvåvingeart som beskrevs av de Meijere 1924. Acroceratitis nigrifacies ingår i släktet Acroceratitis och familjen borrflugor. Inga underarter finns listade i Catalogue of Life.